# Rok Kronaveter
Rok Kronaveter (Maribor, 1986. december 7. –) szlovén válogatott labdarúgó, az SV Allerheiligen középpályása.

## Pályafutása

### Klubcsapatokban
Tízéves korában kezdett focizni a Železničar Maribor csapatában. 2003. március 16-án, 16 évesen csereként debütált a második félidőben a szlovén másodosztályban a Jadran Hrpelje-Kozina elleni mérkőzésen. 2006 nyarán csatlakozott a szlovén első osztályú Drava Ptuj csapatához, és aláírta első profi szerződését. 2010 januárjában egyéves szerződést kötött a Rudar Velenjével.
2010 augusztusában hároméves szerződést írt alá az Energie Cottbus csapatával. 2012 júniusában azonban szerződést bontottak vele, és nem sokkal később a Győri ETO-hoz szerződött. A Győri ETO-val megszerezte pályafutása első trófeáját, mivel a csapat 2012-2013-as szezonban bajnoki címet nyert. 2014 szeptemberében közös megegyezéssel távozott Győrből. 2015 márciusában, közel fél év klub nélküliség után a román Petrolulhoz szerződött.
2015 júniusában visszatért Szlovéniába, és az Olimpija Ljubljanához szerződött. A 2015-2016-os és 2017-2018-as szezonban bajnoki címet nyert az Olimpija Ljubljanával, 2015-16-os idényben 17 góllal a bajnokság gólkirálya lett. 2019 júniusában kétéves szerződést írt alá az Olimpija Ljubljana riválisával, a Maribor csapatával. 2019-2020-as Bajnokok Ligája első selejtezőkörének mérkőzésén a Valur ellen debütált, és egy büntetőt is értékesített.

### A válogatottban
2005 és 2007 között játszott a szlovén U20-as és U21-es válogatottban. Összesen 8 mérkőzésen lépett pályára és 1 gólt szerzett. 2016. május 30-án debütált a felnőtt válogatottban a Svédország elleni 0-0-val végződő mérkőzésen.
Első gólját a válogatottban 2016. október 8-án szerezte Szlovákia elleni 1-0-ás győzelem alkalmával.

## Magánélet
Rok Kronaveter Mariborban született, kisgyermekként Malečnikben élt, majd kétéves korában Mariborba költözött. Édesapja labdarúgó, édesanyja kézilabdázó volt, idősebb testvére, David szintén egykori labdarúgó. Gyermekkorában a brazil csatár, Ronaldo volt a példaképe.
2012-ben feleségül vette párját, Sandrát. Két gyermeke született, egy lánya, Adriana (2011) és egy fia, Lukas (2013).
2017-2018-as

## Mérkőzései a szlovén válogatottban
| #  | Dátum              | Ellenfél      | Eredmény | Kiírás              | Esemény |
| -- | ------------------ | ------------- | -------- | ------------------- | ------- |
| 1. | 2016. május 30.    | Svédország    | 0 – 0    | barátságos mérkőzés | 57'     |
| 2. | 2016. október 8.   | Szlovákia     | 1 – 0    | Vb-selejtező        | 72' 74' |
| 3. | 2016. október 11.  | Anglia        | 0 – 0    | Vb-selejtező        | 59' 87' |
| 4. | 2016. november 14. | Lengyelország | 1 – 1    | barátságos mérkőzés | 46'     |

## Sikerei, díjai
Győri ETO
- NB I: 2012–13
- Magyar Szuperkupa: 2013

 Olimpija Ljubljana
- Szlovén bajnok: 2015-16 2017-18
- Szlovén kupagyőztes: 2017-18 2018-19

 Maribor
- Szlovén bajnok: 2021-22

Egyéni
- Szlovén bajnokság: gólkirály (17 gól) 2015-16
- Szlovén bajnokság: Az év játékosa 2015-16[20]
- Szlovén bajnokság: best XI 2015-16